# Aktedrilus oregonensis
Aktedrilus oregonensis är en ringmaskart som beskrevs av Strehlow 1982. Aktedrilus oregonensis ingår i släktet Aktedrilus och familjen glattmaskar. Inga underarter finns listade i Catalogue of Life.